# Reinardo IV di Hanau-Münzenberg
Reinardo IV di Hanau-Münzenberg (Hanau, 14 marzo 1473 – Hanau, 30 gennaio 1512) fu conte di Hanau-Münzenberg.

## Biografia
Reinardo I era figlio del conte Filippo I di Hanau-Münzenberg e di Adriana di Nassau-Dillenburg. Suo padrino di battesimo fu l'abate Giovanni II di Henneberg-Schleusingen dell'Abbazia di Fulda.
Sin dalla giovinezza sappiamo che Reinardo IV viaggiò molto con il padre, ed in particolare lo seguì nella visita al conte palatino di Heidelberg (1493) ed alla Dieta di Worms del 1495.
Egli iniziò de facto la propria reggenza al trono già negli ultimi quattro anni di vita del padre, nei quali egli lo affiancò al governo anche se poté succedergli effettivamente solo dopo la morte di quest'ultimo, contribuendo così a distinguere ancora di più i due rami della famiglia che proprio con suo padre si erano originati nel 1458.
Durante il suo governo, Reinardo IV operò prevalentemente a livello feudale: nel 1500 negoziò con Filippo IV di Isenburg una parte della sua quota su Offenbach e Bracht in cambio del villaggio di Bischofsheim e nel 1503 scambiò Seckbach con metà del villaggio di Trais.
Nel 1504 scoppiò la Guerra di successione del Landshut nella quale la contea di Hanau-Münzenberg venne coinvolta. Il conte Filippo I, infatti, aveva acquistato la città di Bad Homburg vor der Höhe, in Assia, nel 1487 per la somma di 19.000 fiorini e questa ora veniva contestata a suo figlio. La soluzione del conflitto fu l'interessamento diretto dell'Imperatore Carlo V il quale nel 1521 stabilì che l'Assia mantenesse il controllo della città e che la contea di Hanau-Münzenberg venisse compensata con la somma di 12.000 fiorini che andavano ad assommarsi al privilegio concesso nel 1505 dall'Imperatore Massimiliano I d'Asburgo che aveva nominato Reinardo IV suo consigliere.

## Matrimonio e figli
Reinardo IV si sposò il 13 febbraio 1496 con Caterina di Schwarzburg-Blankenburg (d. il 1470 - 27 novembre 1514). Come dote, egli ricevette dalla sposa l'appannaggio di metà della città imperiale di Gelnhausen per una somma totale di 4000 fiorini annui di rendita.
Reinardo IV e Caterina ebbero quattro figli:
- Anna (22 maggio 1498 - morta nello stesso anno)
- Bertoldo (12 luglio 1499 - 27 aprile 1504), sepolto nel coro della Chiesa di Santa Maria di Hanau
- Filippo II (1501-1529)
- Baldassarre (1508-1534)